# Nyskynytschi
Nyskynytschi (ukrainisch Низкиничі; russisch Низкиничи Niskinitschi, polnisch Niskienicze) ist ein Dorf im Südwesten der ukrainischen Oblast Wolyn mit etwa 700 Einwohnern (2001).

## Geografie
Das ehemalige Rajonzentrum Iwanytschi liegt 20 km südöstlich von Nyskynytschi.

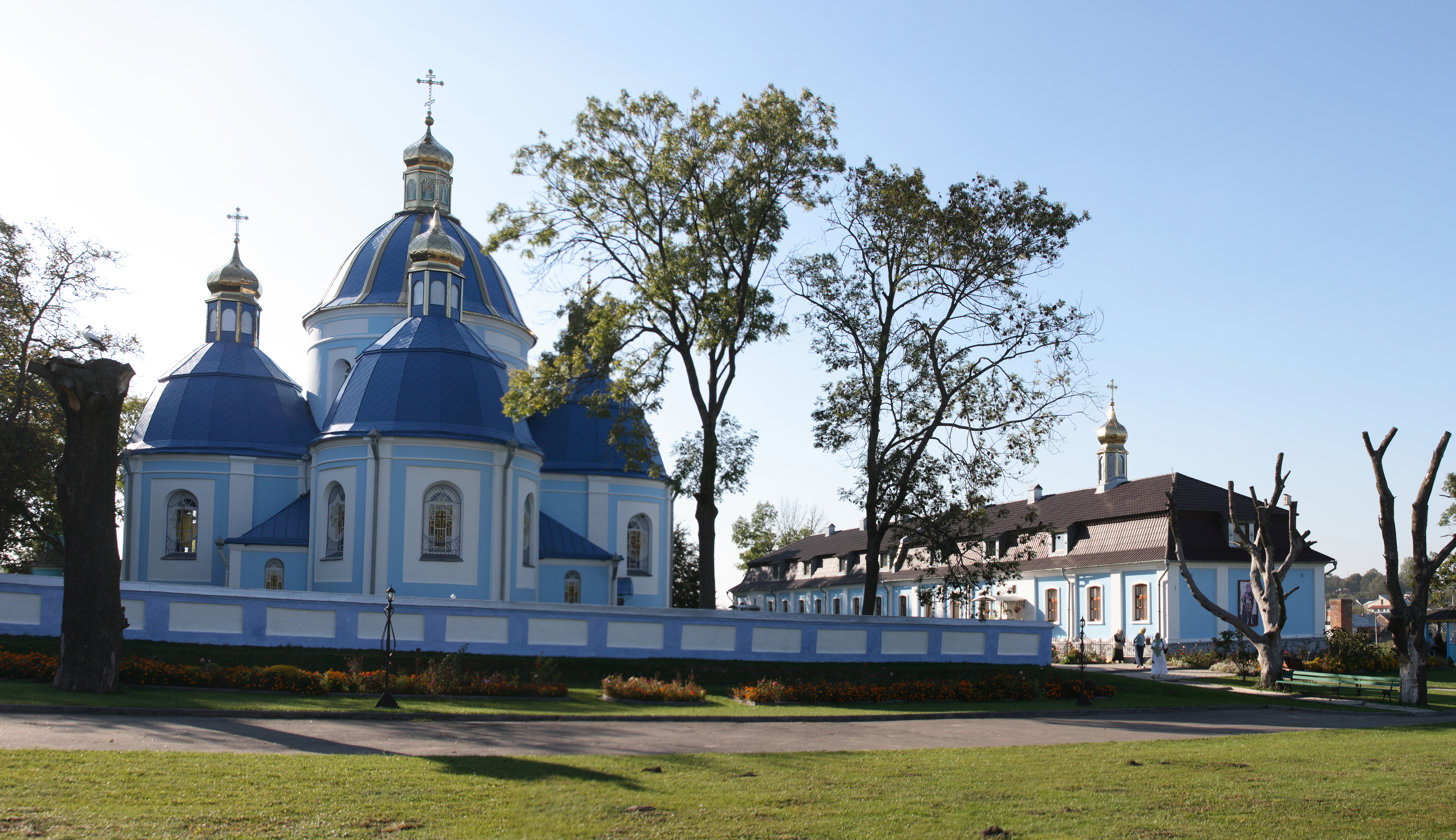
Kloster im Ort

Am 12. Juni 2020 wurde das Dorf ein Teil der Stadtgemeinde Nowowolynsk; bis dahin war es ein Teil der Landratsgemeinde Hrjady (5 Kilometer östlich gelegen) im Westen des Rajons Iwanytschi.
Am 17. Juli 2020 wurde der Ort Teil des Rajons Wolodymyr.

## Geschichte
Nyskynytschi wurde im Jahr 1500 zum ersten Mal schriftlich erwähnt und gehörte bis zur dritten polnischen Teilung zur Adelsrepublik Polen, kam dann zum Russischen Reich, wo es im Gouvernement Wolhynien lag. 1918/1921 fiel es an Polen und kam zur Woiwodschaft Wolhynien. Infolge des Hitler-Stalin-Pakts besetzte die Sowjetunion das Gebiet. Nach dem deutschen Überfall auf die Sowjetunion im Juni 1941 war der Ort bis 1944 unter deutscher Herrschaft (im Reichskommissariat Ukraine), kam dann nach dem Zweiten Weltkrieg wieder zur Sowjetunion und wurde in die Ukrainische SSR eingegliedert. Seit 1991 ist Nyskynytschi ein Teil der heutigen Ukraine.
In der 1643 erbauten orthodoxen Klosterkirche mit fünf Kuppeln wurde 1653 der polnische Magnat, Woiwode der Woiwodschaft Kiew und Erbauer der Kirche Adam Kisiel beigesetzt.